# عرب صقرير
قرية سُكرير أو صُقرير أو سكرير "أبو سويرح" (بالإنجليزية: Arab Suqrir)‏ قرية فلسطينية تابعة لقضاء غزة تعرضت للاحتلال الإسرائيلي والتطهير العرقي في عام 1948. ينطق اسمها بضم أوله وسكون ثانيه وكسر ثالثه، وهي قرية شكرون الكنعانية، وورد اسمها في السجلات الرسمية باسم (سكرير) تحريفا للكلمة الكنعانية (شكرون). وتربة أراضيها طينية في الشرق والجنوب الشرقي ورملية وصفراء على الشريط الساحلي والشمال الغربي، وبعض اراضيها مرتفعة كما في تل الاخيذر وتل النبي يونس وتل ابي القردان وهو تل عالي يرتفع عن منسوب مستوى سطح البحر نحو (50 متر) وتلال عيوشة غرباً وتل البنية شمال تل الاخيذر، ويقسمها نهر سكرير (وادي صقرير) من الشرق إلى الغرب بعد مروره ببعض القرى العربية. وأنشأ على أراضيها مستوطنة (بني داروم) عام 1948 على قطعة الأرض المسماة (الهجير) وأنشأ أيضا مدرسة دينية (نير جاليم) عام 1949 على أرض (الشيخ سلام أحمد أبو سويرح)، كما تم إنشاء ميناء اشدود عام 1961 على أراضي القرية.

## الموقع
تقع سكرير على ساحل البحر الأبيض المتوسط وهي اخر أعمال غزة شمالا
ويحدها من الشمال يبنا من أعمال الرملة، ومن الشرق بشيت من أعمال الرملة، ومن الشرق ومن الجنوب اسدود ومن الغرب البحر الأبيض المتوسط. وهي ملتقى القوافل المارة شمالا وجنوبا، وكانت منزل ينزله المماليك أثناء حكمهم لمصر وبلاد الشام في طريقهم من وإلى مصر وسوريا وكانت سكرير قلعة حصينة في عهد الحروب الصليبية نظرا لموقعها الاستراتيجي.

## المساحة
تبلغ مساحة سكرير 40.244 دونما وهي ملك لاهلها العرب المسلمين من عائلة ابوسويرح وعائلة الأرجلاوي (الرجيلاوي) والذين يملكون 12.270 دونم، أما الصهاينة فلا يملكون شئ من تلك الاراضى، أما أراضي المشاع بلغت 27.954 / دونم . ويزرع منها750 دونماً حمضيات منها بيارة حسن عرفة وبيارة بدر وبيارة سلام أبو سويرح وبيارة سلامه الرجيلاوي (أبو العبد)، وهناك العديد من البيارات والكروم تمتد شمالا حتى حدود قضاء الرملة ومنها الكرم الكبير وام ثالايل والصفحة والمسعودية والنحلاوية وغرز العدس وكرم الدردوم وعاليه المملوكه لال ابوعيد. ومساحات شاسعة زرعت بالعنب والتين والحبوب والقطن والسمسم والخضروات والفواكه على اختلاف أنواعها وذلك لخصوية اراضيها ووفرة المياه نظرا لوجود نهر سكرير الذي يتوسط اراضيها.

## السكان
عرب سكرير من البدو وشيخهم من عائلة ابوسويرح، وقد سكنوا ديار سكرير قديماً وقد بلغ عدد سكان أهالي بلدة عرب سكرير في عام 1596م 55 نسمة، وفي عام 1931م بلغ عددهم 530 نسمة، وفي العام 1945م بلغ عددهم 390 نسمة، أما في عام 1948م بلغ عددهم 452 نسمة. ويقدر عدد اللاجئين في عام 1998م حوالي 2.778 نسمة.
عرب قبيلة الرميلات و السواركة.

## عائلات عرب صقرير[6]
| عدد الأفراد المسجلين  |     |
| الأرجلاوي (الرجيلاوي) | 80  |
| أبو مويس              | 0   |
| أبو ربيع              | 0   |
| أبو عروق              | 0   |
| أبو عطا               | 0   |
| أبو حجاج              | 0   |
| ابن خميس              | 0   |
| ابو حزين              | 0   |
| ابو حلوة              | 0   |
| ابو خالد              | 457 |
| ابو راشد              | 0   |
| ابو سويرح             | 844 |
| ابو صقر               | 0   |
| ابو عتيق              | 0   |
| ابو مبارك             | 0   |
| ابو مرجان             | 0   |
| ابوعيد                | 250 |
| الجرادات              | 0   |
| الخطيب                | 0   |
| ابو الحن              | 0   |
| الرخاوين              | 0   |
| قرمان                 | 0   |
| العزيب                | 0   |
| القرم                 | 0   |
| القطي                 | 0   |
| الهديشات              | 0   |
| الوديدي               | 0   |

## المعالم والاثار
يوجد بها خربة سكرير والتي تنقسم إلى 6 احياء خاربة من بقايا عمران كنعاني قديم ويعتقد ان الخربة من بقايا مدينة(شكرون) وانشأاليهود فيما بعد سنة 1948 مدينة أشدود الحديثة، وبها أيضا بورة الذهب وسميت بهذا الاسم نظرا لوجود الكثير من القطع الذهبية القديمة التي كان يجدها السكان هناك.
ويوجد أيضا معالم اثرية أخرى وهي:
1.الزرنوق.
2.تل النبي يونس.
3.تل الاخيذرأو الأخضر.
4.نهر سكرير (وادي سكرير).
5.خربة دقروبة .
6.خربة العرقوبية .
7.خربة النصارى .
8. تل لبان.
وتحتوي على اثار وفخاريات.